# Oberstaufen Cup 1997
L'Oberstaufen Cup 1997 è stato un torneo di tennis facente parte della categoria ATP Challenger Series nell'ambito dell'ATP Challenger Series 1997. Il torneo si è giocato a Oberstaufen in Germania dal 7 al 13 luglio 1997 su campi in terra rossa.

## Vincitori

### Singolare
Davide Sanguinetti ha battuto in finale  Andrea Gaudenzi con il punteggio di 4–6, 7–6, 6–3

### Doppio
Juan Ignacio Carrasco /  Jordi Mas-Rodriguez hanno battuto in finale  Georg Blumauer /  Andrea Gaudenzi con il punteggio di 6–2, 7–6